# Weltempfänger litprom-Bestenliste
Die Weltempfänger Litprom-Bestenliste ist eine Bestenliste von literarischen Neuerscheinungen aus Afrika, Asien, Lateinamerika und der arabischen Welt, die ins Deutsche übersetzt wurden. Sie wird als Orientierungshilfe seit 2008 und seit 2009 viermal im Jahr von Litprom in Frankfurt am Main herausgegeben.

## Geschichte
Angeregt wurde die Herausgabe der Bestenliste vom Schriftsteller Ilija Trojanow, der langjähriges Mitglied der „Gesellschaft zur Förderung der Literatur aus Afrika, Asien und Lateinamerika“, einem gemeinnützigen Literaturverein, und lange Jahre Vorsitzender der Jury war. Die Organisation der Bestenliste wurde 2009 von Litprom übernommen.

## Verfahren
Eine Jury aus Literaturkritikern, Schriftstellern und Kulturjournalisten nominiert sieben Titel. Die Jury stellt ihre Auswahl in Kurztexten vor und veröffentlicht sie als Plakat und online auf der Homepage von Litprom e. V. Die Jury besteht aus Katharina Borchardt (Literaturredakteurin), Claudia Kramatschek (Literaturkritikerin), Carsten Hueck (Journalist), Ines Lauffer (Buchhändlerin), Sonja Hartl (freie Journalistin) und Timo Berger (Autor, Übersetzer und Publizist). Die Literaturvermittlerin und ehemalige Geschäftsleiterin von Litprom Anita Djafari, die von Anfang an dabei war, ist nach der 58. Ausgabe aus der Jury ausgeschieden. Neben ihr waren auch folgende Autoren und Literaturexperten ehemalige Jurymitglieder: Navid Kermani, Arno Widmann, Karl-Markus Gauß, Kristina Pfoser, Cornelia Zetzsche, Insa Wilke, Thomas Wörtche, Jörg Plath, Ilija Trojanow, Andreas Fanizadeh, Ruthard Stäblein und Ulrich Noller.

## Zweck und Verbreitung
Das Ziel dieser Bestenliste ist es, herausragende literarische Stimmen bekannt zu machen, die es im deutschsprachigen Raum noch zu entdecken gilt. Außerdem wird auf jeder Weltempfänger-Bestenliste ein Roman zur Übersetzung ins Deutsche empfohlen. 
Die Liste wird in Buchhandlungen, Bibliotheken, Kultureinrichtungen und Literaturhäusern in Deutschland, der Schweiz und Österreich verteilt und im Magazin der Büchergilde Gutenberg abgedruckt.
Verbreitung findet der Weltempfänger auch über folgende Medienpartner:
- taz
- Arte
- Deutschlandradio Kultur
- Frankfurter Buchmesse
- Büchergilde Gutenberg
- Faust Kultur
- CulturMag

## Die Veranstaltung „Weltempfang“
Auf der Frankfurter Buchmesse im Oktober veranstaltete die Frankfurter Buchmesse bis 2020 eine Veranstaltung mit Namen „Weltempfang“, ein Gemeinschaftsprojekt mit dem deutschen Auswärtigen Amt, das von Litprom e.V. koordiniert wurde. Hier fanden Podiumsdiskussionen, Gespräche und Lesungen mit internationalen Autoren und Übersetzern statt.

## LiBeraturpreis
Der Preis wird vergeben an eine Autorin, die im Vorjahr auf einer der vier Weltempfänger-Bestenlisten stand.

## Weltempfänger-Bestenlisten (Überblick)
| Jahr | Frühjahr                            | Sommer | Herbst | Winter |
| ---- | ----------------------------------- | ------ | ------ | ------ |
| 2008 | 1                                   |        |        |        |
| 2009 | 2                                   | 3      | 4      | 5      |
| 2010 | 6                                   | 7      | 8      | 9      |
| 2011 | 10                                  | 11     | 12     | 13     |
| 2012 | 14                                  | 15     | 16     | 17     |
| 2013 | 18                                  | 19     | 20     | 21     |
| 2014 | 22                                  | 23     | 24     | 25     |
| 2015 | 26                                  | 27     | 28     | 29     |
| 2016 | 30                                  | 31     | 32     | 33     |
| 2017 | 34                                  | 35     | 36     | 37     |
| 2018 | 38                                  | 39     | 40     | 41     |
| 2019 | 42                                  | 43     | 44     | 45     |
| 2020 | 46                                  | 47     | 48     | 49     |
| 2021 | 50                                  | 51     | 52     | 53     |
| 2022 | 54, Sonderausgabe Ukraine/Osteuropa | 55     | 56     | 57     |
| 2023 | 58, Spezial Iran                    | 59     | 60     | 61     |
| 2024 | 62, Spezial Klima                   | 63     | 64     | 65     |